# Agada
|  | No s'ha de confondre amb Aggada. |

Agada - Агада (rus) - és un poble del Daguestan, a Rússia, que en el cens del 2010 tenia 42 habitants. Pertany al districte rural de Gunib.